# 篠田庄司
篠田 庄司（しのだ しょうじ、1941年 - ）は、日本の電子工学者。中央大学名誉教授。元電子情報通信学会編集長。元日本シミュレーション学会会長。

## 人物・経歴
1973年中央大学大学院理工学研究科修了、工学博士。1982年中央大学理工学部教授。1989年カリフォルニア大学バークレー校客員研究員。1991年中央大学国際交流センター所長。1992年電子情報通信学会論文賞受賞。1993年学校法人中央大学評議員。1995年中央大学大学院理工学研究科委員長。同年IEEE ICSPNN Best Paper Award受賞。1997年電子情報通信学会論文賞受賞。1998年電子情報通信学会論文賞受賞。2000年電子情報通信学会フェロー、IEEE Third Millennium Medal受賞。2001年IEEE Fellow。2002年電子情報通信学会編集長、日本シミュレーション学会会長。2005年電子情報通信学会業績賞受賞。2020年電子情報通信学会業績賞受賞。2022年、瑞宝中綬章受章。

## 著書
- 『回路解析』日本理工出版会 1979年
- 『回路理論の基礎』コロナ社 1990年
- 『回路論入門 1』コロナ社 1996年
- 『回路論入門 2』コロナ社 1996年
- 『電子回路』コロナ社 1997年
- 『線形代数学』コロナ社 1997年